# 拉金德拉·帕乔里
拉金德拉·帕乔里（Rajendra Kumar Pachauri，1940年8月20日—2020年2月13日），前联合国政府间气候变化专门委员会主席（2002年－2015年）。

## 气候门
联合国政府间气候变化委员会2007年的一份报告提出了喜马拉雅冰川的消融速度快于世界所有冰川消融的惊人预测。报告说，喜马拉雅冰川很有可能在2035年之前甚至更早的时间完全消失。英国媒体披露这一数据不是基于科学证据后，联合国政府间气候变化委员会几天前发布声明，收回这一表述。联合国政府间气候变化委员会由于让世界关注气候变化而成为2007年诺贝尔和平奖的共同得奖者。但是对气候变换持怀疑态度的人说，联合国气变委员会的可信度由于这一严重错误而受损。一些媒体报导将这一错误称为“气候门”。
2010年1月23日帕乔里称公布这一预测是“令人遗憾的错误”，并且说，出错的原因是相关程序没有得到严格执行。但帕乔里拒绝辞职。
2020年2月13日病逝，享壽79歲。

## 奖项
- 2001年1月，帕乔里获Padma Bhushan。
- 2008年1月，帕乔里被授予印度平民第二高的荣誉Padma Vibhushan。[3]
- 2009年11月，帕乔里获旭日章。[4]
- 2009年11月，帕乔里被美国杂志《外交政策》评为“全球100强排名中位居第五的思想家”。[5]